# Aphlogistische Lampe
Bei der aphlogistischen Lampe handelt es sich um eine im Jahr 1816 von Humphry Davy entwickelte Sicherheitslampe für Bergleute. Diese Lampe leuchtet auch ohne offene Flamme, also aphlogistisch, und hat somit einen entscheidenden Vorteil gegenüber anderen gebräuchlichen Grubenlampen zu jener Zeit.

## Geschichte
Zu Beginn des 19. Jahrhunderts wurde aufgrund der beginnenden Industrialisierung immer mehr Steinkohle als Energieträger benötigt. Dadurch wurde es notwendig, die Kohle aus immer tieferen Flözen abzubauen, um die nötigen Mengen Kohle zu fördern. Während das Grubengas (zumeist Methan) aus Gruben mit geringer Tiefe meist noch problemlos entweichen konnte, konnte das Grubengas aus größeren Tiefen wegen der schlechten Ventilation zu der Zeit nicht gefahrlos entweichen. Dadurch bildeten sich in den tieferen Ebenen häufig explosive Gemische aus Grubengas und Luft, welche Schlagwetter genannt wurde. Da unter Tage eine gute Beleuchtung jedoch unabdingbar ist, stellte dies die Bergleute vor große Probleme, da zunächst nur Grubenlichter mit offenen Flammen verfügbar waren. Die offenen Flammen führten häufig zu Explosionen des Schlagwetters in den Gruben und es wurde nach Möglichkeiten der Beleuchtung gesucht, durch die keine Explosionen herbeigeführt werden. Im Jahr 1815 wurde der englische Chemiker Humphry Davy darum gebeten, eine sichere Grubenlampe zu entwickeln. Zunächst wurde ein Stahlrad verwendet, welches an einem Feuerstein vorbei schleifte und dabei Funken warf, um die Gruben zu beleuchten. Dies konnte die Explosionen nicht vollständig verhindern und hatte eine relativ geringe Leuchtkraft. Zu Beginn wurde auch mit leuchtendem Phosphor, Leuchtsteinen und auch schon mit elektrischem Licht experimentiert. Davy hatte bereits 1801 beobachtet, dass ein Platindraht glüht und Licht aussendet, wenn er durch einen Strom stark erhitzt wird. Von diesen Methoden brachte jedoch keine den erwünschten Erfolg und Davy wandte sich zunächst der Erforschung der Eigenschaften des Grubengases zu. Als er verschiedene Wärmequellen zur Untersuchung verwendete, stellte er fest, dass das Gas-Luft-Gemisch ohne offene Flamme eine relativ hohe Zündtemperatur von 595 °C hat. Um die gebräuchlichen Grubenlampen sicher zu gestalten, wurde die offene Flamme nun mit einem Metalldrahtnetz umgeben, wodurch die Wärme der Flamme sehr schnell abgeleitet wurde, wodurch die Temperatur der Lampe unter die Explosionsgrenze der Schlagwetter gedrückt wird. Dabei war diese Technik sogar dann explosionssicher, wenn das Drahtgitter rotglühend erhitzt wurde.
Ein verbleibender Nachteil war, dass im Falle einer dennoch eintretenden Grubenexplosion oder bei Sauerstoffmangel die Flamme in der Lampe erlosch und der Bergmann sich ohne Licht nur schwer in Sicherheit bringen konnte. So verstarben viele Bergleute zu jener Zeit, selbst wenn sie von der eigentlichen Explosion verschont geblieben waren. Als Lösung dieses Problems verwendete Davy eine Entdeckung, die er bereits 1816 gemacht hatte. Er hatte beobachtet, dass sich eine Mischung von Luft und Methan an einem vorgeheizten Platindraht ohne Flamme umsetzt. Dabei wird soviel Wärme freigesetzt, dass der Platindraht anfängt, zu glühen. Das Glühen blieb auch bestehen, wenn die Flamme der Grubenlampe aufgrund von Sauerstoffmangel oder der Druckwelle der Explosion erlosch. Mit dieser Erfahrung verbesserte er nun die vorhandene Technik der Grubenlampen.

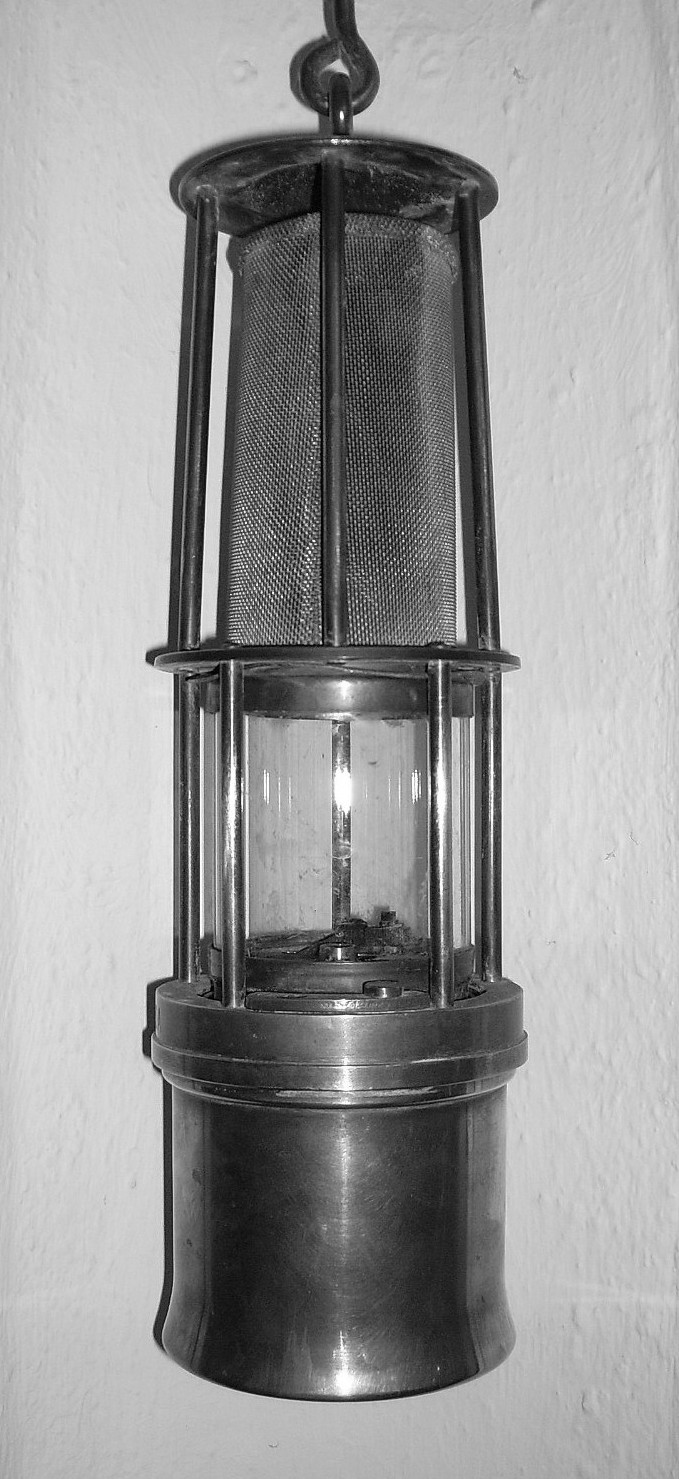
Grubenlampe mit Metallgitter

## Technik
Davy nutze die vorhandenen Sicherheitsgrubenlampen und verbesserte diese, indem er am Docht einer Spirituslampe einen spiralförmig gebogenen Platindraht derartig befestigte, dass die Windungen über den Docht hinaus und in die Flamme ragten. Diese Windungen wurden durch die Flamme erhitzt und blieben auch nach Erlöschen der Flamme so lange glühend, bis alles Gas verbraucht war. Diese Lampe wurde danach in verschiedenen Formen auf den Markt gebracht und fand weite Verbreitung, da sie leicht herzustellen war.
Nachteile dieser Lampe waren die immer noch relativ geringe Leuchtkraft und der unangenehme Geruch nach gesundheitsschädlichem Ethanal, den sie verbreitete. Zudem war der hohe Preis des Rohstoffs Platin von Nachteil. Dem standen jedoch die genannten Vorteile gegenüber. Außerdem konnte bei Bedarf an dem glühenden Draht jederzeit ein neues Feuer entfacht werden.

## Reaktion
Bei der Hauptreaktion wird Spiritus mit Sauerstoff umgesetzt.
{\displaystyle {\ce {CH3-CH2OH + 3O2 -> 2CO2 + 3H2O}}}
Die wichtigste Nebenreaktion ist die Umsetzung von Ethanol unter Sauerstoffmangel zu Ethanal.
{\displaystyle {\ce {2CH3CH2OH + O2 -> 2CH3CHO + 2H2O}}}
Die Reaktion erfolgt hierbei katalytisch, mit dem Metalldraht als Katalysator.

## Varianten
Alternativen zu Platin stellen in absteigender Wirksamkeit folgende Materialien dar: Platin > Kupfer > Kupfer (versilbert) > Konstantan > Nickel. Andere Drähte haben sich als nicht reaktiv genug gezeigt, oder hielten – wie zum Beispiel Silber – der Hitze nicht stand.
Als alternative Brennstoffe wurden auch Methanol, Petrolether, Aceton, Ether und weitere Brennstoffe verwendet. Bei der Umsetzung des giftigen Methanols entstand jedoch Formaldehyd, weshalb sich dieses als ungeeignet erwies. Alkohol galt demgegenüber als vorteilhaft. Nur bei Petrolether blieb der starke Geruch des gesundheitsschädlichen Ethanals aus.